# Salvatore Masiello
Salvatore Masiello (Napoli, 31 gennaio 1982) è un ex calciatore italiano, difensore o centrocampista.

## Biografia
Coinvolto nell'inchiesta del calcioscommesse, il 26 luglio 2012 viene ufficialmente deferito dal procuratore federale Stefano Palazzi per illecito sportivo in merito a Udinese-Bari (3-3) del 2011. Il 3 agosto Palazzi richiede per lui una squalifica di tre anni e sei mesi, ma il 10 agosto la Commissione Disciplinare della Federcalcio lo assolve perché il pentito che lo aveva accusato, Andrea Masiello, non è stato ritenuto credibile.
Il 13 agosto Palazzi presenta ricorso contro la sua assoluzione e il 22 agosto viene nuovamente prosciolto.

## Caratteristiche tecniche
Mancino naturale, giocava prevalentemente come terzino di fascia sinistra, ma poteva anche essere impiegato come esterno di centrocampo.

## Carriera

### Club

#### Inizi
Cresciuto nel settore giovanile del Venezia, viene aggregato in prima squadra nella Serie A 1999-2000 senza mai debuttare. Scende in campo con i lagunari nella 28ª giornata della stagione successiva, in Venezia-Siena (3-0), subentrando all'81' a Giampiero Maini.
Nell'estate 2001 passa al Lumezzane in Serie C1, con cui disputa l'intero torneo da titolare nel ruolo di esterno sinistro di centrocampo; la squadra si piazza al settimo posto finale, e la stagione successiva viene confermato in rosa. Segna il suo primo gol in carriera il 10 novembre 2002 nel pareggio casalingo contro il Pisa e, dopo 17 partite, il 30 gennaio 2003 viene acquistato dal Palermo, allora in Serie B.

#### Palermo ed il prestito al Piacenza
In Sicilia gioca 2 partite nella seconda metà della stagione, mentre nella stagione seguente gioca 18 partite, contribuendo alla conquista della promozione in Serie A dei rosanero.
Nel 2004 viene ceduto in prestito al Piacenza in Serie B, nell'affare che porta Andrea Barzagli in Sicilia. Con gli emiliani disputa 38 incontri in campionato con 6 reti, e a fine stagione torna al Palermo con cui gioca 2 partite in Serie A.

#### Udinese ed i prestiti a Messina e Vicenza
Il 15 gennaio 2006 passa in compartecipazione all'Udinese insieme al compagno di squadra Simone Pepe; In Friuli trova poco spazio giocando una sola partita di campionato, il 29 gennaio 2006 contro la Fiorentina (0-0) entrando a partita in corso. Il 14 giugno seguente Udinese e Palermo si accordano per il rinnovo annuale della sua compartecipazione.
Il 7 luglio successivo si trasferisce in prestito al Messina, nell'operazione che porta Gaetano D'Agostino a titolo definitivo all'Udinese. È proprio con la squadra peloritana, sotto la guida di Bruno Giordano, che nella stagione 2006-2007 riesce a disputare il suo primo campionato in massima serie da titolare: alla fine dell'annata le sue presenze in Serie A saranno 36, con una rete all'attivo – la sua prima in massima serie – segnata contro il Milan nella sconfitta per 1-3 del 15 aprile 2007.
Nel mercato estivo torna dunque all'Udinese, e il 31 agosto si trasferisce, sempre in prestito, al L.R. Vicenza, in Serie B, dove colleziona 39 presenze e 4 reti.

#### Bari
Il 17 agosto 2007 passa al Bari che lo acquista in compartecipazione dall'Udinese. Gioca da titolare 16 partite, fino a quando, nel febbraio 2009, viene messo fuori rosa dall'allenatore Antonio Conte per motivi disciplinari. La stagione successiva, ottenuta la promozione in Serie A, con l'avvento di Gian Piero Ventura sulla panchina del Bari, ritrova il posto da titolare nel ruolo di terzino sinistro, andando anche a segno il 14 febbraio 2010, nella sconfitta per 1-3 contro il Cagliari.
Il 25 giugno 2010 Bari e Udinese rinnovano la compartecipazione, ma la sua terza stagione in Puglia si ferma a causa di un infortunio, dopo la nona giornata di campionato, dopo 6 presenze. Riscattato dalla società pugliese nel mercato estivo, il 14 agosto 2011, viene confermato nella rosa per la stagione 2011-2012, voluto espressamente dal mister Vincenzo Torrente. In occasione dell'incontro del secondo turno di Coppa Italia contro lo Spezia, giocato al San Nicola, segna il gol decisivo dell'1-0 al 93', decretando il passaggio del turno della squadra.
Il 21 agosto 2011, alla vigilia della sfida del terzo turno di Coppa tra Bari e Avellino, si rende partecipe di un episodio negativo: al termine di uno scherzo in un ristorante, tira un piatto verso il compagno di squadra Zdeněk Zlámal, mancando il bersaglio; colpisce invece un suo altro compagno, Alessandro Crescenzi, causandogli una ferita profonda al braccio curata poi con quaranta punti di sutura. In seguito a questo episodio, il Bari mette nuovamente fuori rosa il giocatore e lo deferisce al Collegio arbitrale. Il 12 ottobre la società pugliese comunica di aver multato il giocatore e di averne comunque disposto il reintegro in rosa. Masiello subisce la sospensione dello stipendio per due mesi e un'ulteriore multa di 4000 euro, non giocando più fino a gennaio.

#### Torino
Il 31 gennaio 2012, ultimo giorno di calciomercato, passa al Torino, con cui firma un contratto fino al 2013. A fine stagione ottiene la promozione in Serie A, giocando solo l'ultima partita di campionato AlbinoLeffe-Torino (0-0).
La stagione successiva disputa il massimo campionato con i granata, totalizzando 24 presenze. Rimasto svincolato a fine stagione, l'8 luglio 2013 sottoscrive un nuovo contratto con la società granata. Stessa sorte l'anno dopo: rimasto senza contratto, firma da svincolato coi granata per un'ulteriore stagione.

#### Mantova
Il 1º febbraio 2016 trova l'accordo col Mantova fino a fine stagione. Colleziona 6 presenze, di cui 2 nei play-out. In occasione della partita di ritorno disputata in casa con il Cuneo segna il gol decisivo che vale la salvezza del Mantova, dal momento che l'andata giocata in Piemonte era terminata 0-0. Si ritira al termine della stagione.

### Nazionale
Il 14 gennaio 2004, quando vestiva la maglia del Palermo, venne convocato dall'Under-21 di Serie B per uno stage alla Borghesiana. Non giocò comunque nessuna partita.

## Statistiche

### Presenze e reti nei club
| Stagione         | Squadra          | Campionato       | Campionato | Campionato | Coppa nazionale | Coppa nazionale | Coppa nazionale | Coppe europee | Coppe europee | Coppe europee | Totale | Totale |
| Stagione         | Squadra          | Comp             | Pres       | Reti       | Comp            | Pres            | Reti            | Comp          | Pres          | Reti          | Pres   | Reti   |
| ---------------- | ---------------- | ---------------- | ---------- | ---------- | --------------- | --------------- | --------------- | ------------- | ------------- | ------------- | ------ | ------ |
| 1999-2000        | Venezia          | A                | 0          | 0          | CI              | 0               | 0               | -             | -             | -             | 0      | 0      |
| 2000-2001        | Venezia          | B                | 1          | 0          | CI              | 0               | 0               | -             | -             | -             | 1      | 0      |
| Totale Venezia   | Totale Venezia   | Totale Venezia   | 1          | 0          |                 | 0               | 0               |               | -             | -             | 1      | 0      |
| 2001-2002        | Lumezzane        | C1               | 32         | 0          | CI              | 1               | 0               | -             | -             | -             | 33     | 0      |
| 2002-2003        | Lumezzane        | C1               | 17         | 1          | CI-C            | 4               | 0               | -             | -             | -             | 21     | 1      |
| Totale Lumezzane | Totale Lumezzane | Totale Lumezzane | 49         | 1          |                 | 5               | 0               |               | -             | -             | 54     | 1      |
| gen.-giu. 2003   | Palermo          | B                | 2          | 0          | -               | -               | -               | -             | -             | -             | 2      | 0      |
| 2003-2004        | Palermo          | B                | 18         | 0          | CI              | 4               | 0               | -             | -             | -             | 22     | 0      |
| 2004-2005        | Piacenza         | B                | 39         | 6          | CI              | 3               | 0               | -             | -             | -             | 42     | 6      |
| 2005-2006        | Palermo          | A                | 2          | 0          | CI              | 1               | 0               | CU            | 2             | 0             | 5      | 0      |
| Totale Palermo   | Totale Palermo   | Totale Palermo   | 22         | 0          |                 | 5               | 0               |               | 2             | 0             | 29     | 0      |
| gen.-giu. 2006   | Udinese          | A                | 1          | 0          | CI              | 2               | 0               | -             | -             | -             | 3      | 0      |
| 2006-2007        | Messina          | A                | 36         | 1          | CI              | 4               | 0               | -             | -             | -             | 40     | 1      |
| 2007-2008        | Udinese          | A                | 0          | 0          | CI              | 0               | 0               | CU            | 0             | 0             | 0      | 0      |
| Totale Udinese   | Totale Udinese   | Totale Udinese   | 1          | 0          |                 | 2               | 0               |               | 0             | 0             | 3      | 0      |
| ago. 2007-2008   | L.R. Vicenza     | B                | 39         | 4          | CI              | 2               | 0               | -             | -             | -             | 41     | 4      |
| 2008-2009        | Bari             | B                | 15         | 0          | CI              | 2               | 0               | -             | -             | -             | 17     | 0      |
| 2009-2010        | Bari             | A                | 27         | 1          | CI              | 1               | 0               | -             | -             | -             | 28     | 1      |
| 2010-2011        | Bari             | A                | 6          | 0          | CI              | 1               | 0               | -             | -             | -             | 7      | 0      |
| 2011-2012        | Bari             | B                | 0          | 0          | CI              | 2               | 1               | -             | -             | -             | 2      | 1      |
| Totale Bari      | Totale Bari      | Totale Bari      | 48         | 1          |                 | 6               | 1               |               | -             | -             | 54     | 2      |
| gen.-giu. 2012   | Torino           | B                | 1          | 0          | -               | -               | -               | -             | -             | -             | 1      | 0      |
| 2012-2013        | Torino           | A                | 24         | 0          | CI              | 2               | 0               | -             | -             | -             | 26     | 0      |
| 2013-2014        | Torino           | A                | 8          | 0          | CI              | 0               | 0               | -             | -             | -             | 8      | 0      |
| 2014-2015        | Torino           | A                | 1          | 0          | CI              | 0               | 0               | EL            | 1             | 0             | 2      | 0      |
| Totale Torino    | Totale Torino    | Totale Torino    | 34         | 0          |                 | 2               | 0               |               | 1             | 0             | 37     | 0      |
| feb.-giu. 2016   | Mantova          | LP               | 4+2        | 0+1        | CI-LP           | -               | -               | -             | -             | -             | 6      | 1      |
| Totale carriera  | Totale carriera  | Totale carriera  | 273+2      | 13+1       |                 | 30              | 1               |               | 3             | 0             | 308    | 15     |

## Palmarès
- Campionato italiano di Serie B: 2

Palermo: 2003-2004
Bari: 2008-2009